# Panaspis tancredii
Panaspis tancredii (змієокий сцинк ефіопський) — вид сцинкоподібних ящірок родини сцинкових (Scincidae). Ендемік Ефіопії. Вид названий на честь італійського дослідника Альфонсо Марії Танкреді.

## Поширення і екологія
Panaspis tancredii відомі лише за голотипом, зібраним в районі Симієн на півночі Ефіопії, на високогірному лузі, на висоті приблизно 3000 м над рівнем моря.